# Meutudo
Meutudo é uma fintech brasileira fundada em 2017 por Márcio Feitoza, Marcelo Feitoza e Felipe Oquendo, com sede em Fortaleza, Ceará. Ela iniciou suas atividades como um marketplace de crédito consignado, intermediando ofertas de nove instituições financeiras. Em setembro de 2020, passou por uma reestruturação e migrou para o modelo atual, oferecendo crédito próprio por meio da constituição de Fundos de Investimento em Direitos Creditórios (FIDCs).
A empresa opera 100% de suas operações de crédito por meio de aplicativo, em um segmento que tradicionalmente era atendido por canais físicos.
Em 2021, firmou um acordo com a Goldman Sachs Asset Management, que envolveu um investimento inicial de R$ 300 milhões e um compromisso total de até R$ 2,1 bilhões para financiar operações de crédito consignado por meio de sete FIDCs. O acordo também incluiu a possibilidade de aquisição de até 10% de participação no capital da empresa.
Em 2024, a fintech passou a operar com 16 FIDCs no mercado, que juntos já originaram mais de R$ 8 bilhões em crédito. Seu principal parceiro em volume de funding é o BTG Pactual, com aproximadamente R$ 4 bilhões alocados em FIDCs conjuntos.
Com a chegada da pandemia de COVID-19, a demanda por empréstimo entre beneficiários do INSS aumentou significativamente, impulsionando a meutudo a ampliar sua liberação mensal de crédito de cerca de R$ 15 milhões para R$ 50 milhões. Diante desse crescimento, a empresa avaliou a aquisição da Parati Financeira para fortalecer sua verticalização. Contudo, no final de 2020, a Parati foi adquirida pela Ame Digital, fintech do grupo Americanas, por R$ 34 milhões.
Com a impossibilidade de adquirir a Parati, em 2021, a meutudo recebeu uma oferta relevante do banco de investimento Goldman Sachs. Por meio de um aporte de R$ 2,1 bilhões, o Goldman Sachs adquiriu cerca de 10% das ações da fintech, tornando-se sócio junto à Domo Invest. O restante do montante foi destinado à estruturação de FIDCs, utilizados para financiar as operações de crédito consignado da meutudo.
Em 2024, a meutudo concluiu a aquisição da Parati Financeira, instituição com a qual já mantinha parceria operacional desde 2020. A operação foi aprovada pela Superintendência-Geral do Cade e publicada no Diário Oficial da União em abril daquele ano. Com a compra, a fintech passou a operar como uma instituição financeira própria, ampliando o controle sobre sua estrutura de crédito e consolidando o processo de verticalização iniciado anos antes.

## Modelo de negócio e produtos
A meutudo atua no segmento de crédito consignado por meio de aplicativo. Inicialmente estruturada como um marketplace, a empresa passou a operar com recursos próprios a partir de 2020, com a criação de FIDCs utilizados para financiar suas operações de crédito.
Entre os produtos financeiros disponibilizados, estão: Empréstimo consignado para aposentados e pensionistas do INSS, Pix parcelado INSS, Empréstimo consignado privado, Antecipação FGTS, Seguro Renda Protegida, Seguro Vida Protegida, Cartão benefício e Cartão consignado.
A entrada da meutudo no mercado de seguros ocorreu por meio de uma parceria com a Icatu Seguros.
Desde sua fundação, a meutudo atingiu a marca de 16 milhões de clientes e já originou mais de R$ 11 bilhões em crédito.

## Reconhecimento e impacto
Em 2018, a meutudo deu um passo importante ao participar do programa Scale-Up Endeavor. No ano seguinte, 2019, foi reconhecida como o melhor marketplace pela Open100 Startups. Em 2020, recebeu um investimento da DOMO Invest e passou a integrar o Cubo Itaú. No mesmo ano, foi selecionada para o programa de aceleração Batch II, da Plug and Play.
Em 2021, a fintech foi indicada ao Prêmio Reclame Aqui na categoria Empréstimo online e recebeu o selo RA1000, concedido às empresas que possuem índice excelente de atendimento na plataforma do Reclame Aqui.
Em dezembro de 2023, a meutudo lançou a websérie “Seu Crédito, Suas Escolhas”, em parceria com a agência Rastro. A produção apresentou relatos reais de clientes e abordou o uso eficiente do crédito como ferramenta de liberdade pessoal e profissional.
Em 2024, a meutudo reforçou sua presença institucional ao fechar um patrocínio pontual com o Bahia. A marca da fintech foi estampada na camisa do time durante os confrontos contra o Flamengo pelas quartas de final da Copa do Brasil.
Em maio de 2025, a Parati, adquirida pela meutudo, ocupava a segunda posição no ranking nacional de concessão de Empréstimos Consignados Privados, segundo levantamento do Ministério do Trabalho e Emprego (MTE). A instituição já havia emprestado R$ 1,5 bilhão nessa modalidade.

## Investidores e rodadas de financiamento
Em 2021, a meutudo recebeu um investimento do Goldman Sachs, com um compromisso de até R$ 2,1 bilhões via FIDCs. O fundo também adquiriu cerca de 10% de participação na empresa.
Em 2024, contava com 16 fundos ativos e já havia originado mais de R$ 8 bilhões em crédito consignado. Parte desse volume foi viabilizada por meio de parcerias com o BTG Pactual, que aportou aproximadamente R$ 4 bilhões em recursos.
Ainda em 2024, a meutudo adquiriu a Parati, antiga financeira da Americanas, por valor não divulgado. A operação foi aprovada pela Cade e marcou a entrada da fintech como controladora de uma instituição financeira autorizada pelo Banco Central do Brasil.